# Wolverton (Warwickshire)
Pour les articles homonymes, voir Wolverton.
Wolverton est un village et une paroisse civile du Warwickshire, en Angleterre.